# 신 공태랑 나가신다! 유도편
《신 공태랑 나가신다! 유도편》(일본어: 新・コータローまかりとおる! 柔道編 신 고타로 마카리토루! 주도헨[*])는 히루타 다쓰야의 만화로 1994년부터 2000년까지《주간 소년 매거진》에 연재된 작품이다. 《공태랑 나가신다!》의 속편격 작품으로 유도를 주제로 이야기가 펼쳐진다. 속편으로는 이 작품 뒤에 연재된《공태랑 나가신다! L》이 있다.

## 개요
《공태랑 나가신다!》의 속편으로《주간 소년 매거진》1994년 38호부터 2000년까지 연재된 작품이다. 이전 작품과 연계성으로 고려해 제8부로 보는 경우도 있다. 아울러《공태랑 나가신다!》는 제7부로 구성된 작품이다. 단행본으로 전27권이 KC 매거진 코믹에 의해 출간되었다.
새로이 연재를 준비할 당시에는 주인공인 공태랑을 염두에 두지 않았지만, 작가가 전작의 공태랑이란 캐릭터를 살리고 싶어해 속편으로 연재하였다. 이런 까닭에 전작과 관계가 적고, 거의 다른 이야기로 전개되어 완결된다. 
이 작품 속에서 전작과 같이 주인공은 공태랑이지만, 내성적이라 제 실력을 발휘하지 못하는 시로의 성장과정을 그린 측면이 강하다. 이 때문에 시로를 또하나의 주인공으로 내세우기도 한다. 
유도가 이야기의 중심소재이기 때문에 유도 경기를 다루고 있지만, 경기내적으로는 유도 규칙 틀안에서 이종격투전이 묘사되는 경우가 많다. 일례로 스모, 레슬링 등이 있다.